# BINAP

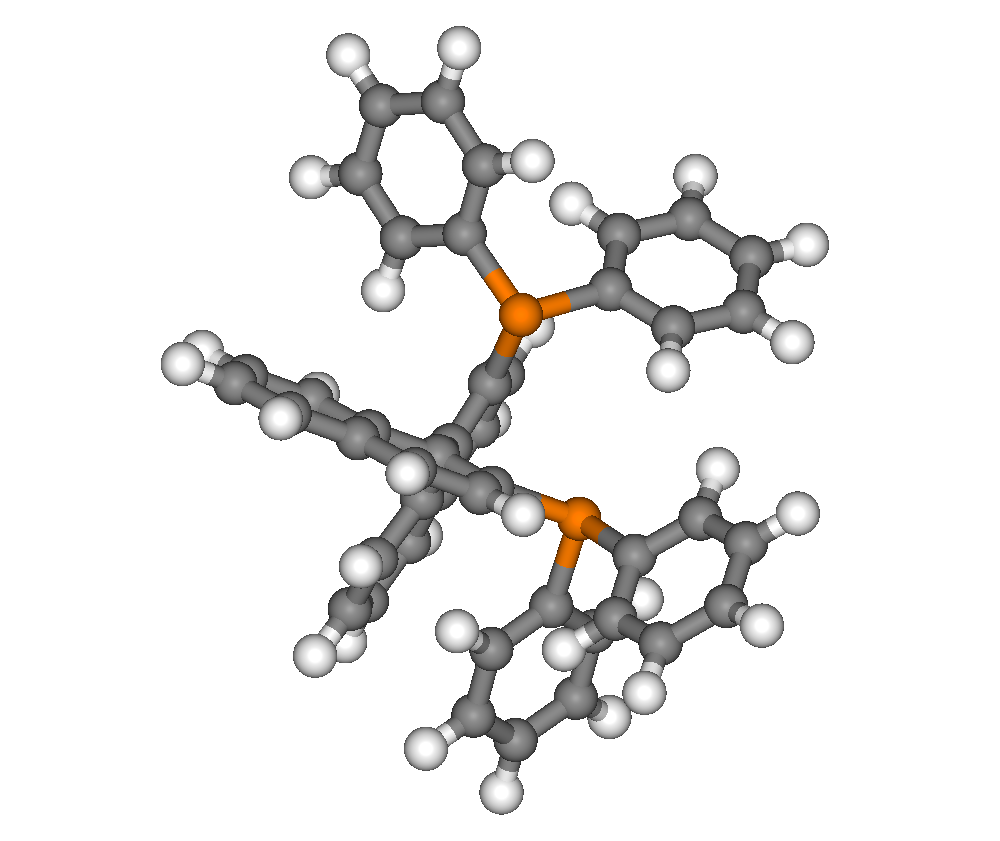
BINAPの球棒モデル。

BINAP（バイナップ、2,2'-ビス（ジフェニルホスフィノ）-1,1'-ビナフチル; (2,2'-bis(diphenylphosphino)-1,1'-binaphthyl）は不斉合成において広く利用されている重要な不斉配位子である。BINAPはその構造中に不斉中心原子を持たないが、ナフチル基が2個単結合で繋がれた1,1'-ビナフチル構造に由来した軸不斉を持つ。2個のナフチル基のπ平面は剛直なので、ジフェニルホスフィノ基とペリ位の水素の立体障害が効いてナフチル基間の単結合の回転が制限されるためである。BINAPでは2個のナフチル基のπ平面が成す角度は約90°に固定され、2種のエナンチオマー、アトロプ異性体が存在する。

## 用途
有機合成においてBINAPのキラルな構造は高いエナンチオ選択的な反応を可能にする。ルテニウムやロジウム、またパラジウムのような遷移金属を中心とするBINAP錯体によるエナンチオ選択的な触媒反応が報告されている。例えばRh-BINAPやRu-BINAPによって触媒された不斉水素化（野依不斉水素化反応）は野依良治らによって開発され、彼はこの功績により2001年のノーベル化学賞を受賞した。最も重要でよく知られている野依らの研究はRh-BINAPを用いた (−)-メントールの不斉合成である。(−)-メントールは広く使われている香料・医薬品であるが、その立体選択的な化学合成が高砂香料工業により工業化された。

## 合成
BINAPはBINOL（1,1'-ビ（2-ナフトール））からトリフルオロメタンスルホン酸エステルを経て合成される。(R),(S)-エナンチオマー共に市販品が入手可能である。